# Hoghilag
Hoghilag é uma comuna romena localizada no distrito de Sibiu, na região histórica da Transilvânia. A comuna possui uma área de 52.13 km² e sua população era de 2353 habitantes segundo o censo de 2007.
É conhecida por ser o único local no país onde crescem as tuberosas desde os anos 1960s. Em 2017 foi organizado um festival dedicado a estas flores.

## Património
- Igreja evangélica fortificada (século XV).